# 桜村 (宮城県)
桜村（さくらむら）は、昭和29年（1954年）まで宮城県伊具郡の阿武隈川西岸にあった村。現在の角田市佐倉・梶賀にあたる。

## 沿革
- 明治22年（1889年）4月1日 - 町村制施行にともない、佐倉村・梶賀村が合併して桜村が発足。
- 昭和29年（1954年）10月1日 - 角田町・北郷村・西根村・東根村・藤尾村・枝野村と合併し、新制の角田町となる。

## 行政
| 代      | 氏名       | 就任                       | 退任                       | 備考 |
| ------- | ---------- | -------------------------- | -------------------------- | ---- |
| 1       | 玉手正造   | 明治22年（1889年）4月28日  | 明治23年（1890年）4月1日   |      |
| 2       | 高橋延平   | 明治23年（1890年）4月4日   | 明治23年（1890年）12月15日 |      |
| 3       | 遠藤祝蔵   | 明治24年（1891年）3月31日  | 明治28年（1895年）3月31日  |      |
| 4       | 玉手正造   | 明治28年（1895年）4月30日  | 明治30年（1897年）3月28日  | 再任 |
| 5 - 9   | 高橋延平   | 明治30年（1897年）4月17日  | 大正10年（1921年）5月10日  | 再任 |
| 10      | 横山志津馬 | 大正10年（1921年）6月7日   | 大正11年（1922年）11月17日 |      |
| 11      | 武者直之助 | 大正12年（1923年）4月30日  | 昭和2年（1927年）4月30日   |      |
| 12      | 高橋健寿   | 昭和2年（1927年）5月5日    | 昭和6年（1931年）5月5日    |      |
| 13      | 加藤松雄   | 昭和6年（1931年）5月14日   | 昭和10年（1935年）3月16日  |      |
| 14 - 16 | 屋代良平   | 昭和10年（1935年）4月1日   | 昭和21年（1946年）11月26日 |      |
| 17 - 19 | 一条盛     | 昭和21年（1946年）11月27日 | 昭和29年（1954年）9月30日  |      |

## 教育
- 桜村立桜小学校
- 桜村立桜中学校